# Ouzilly

Ouzilly este o comună în departamentul Vienne, Franța. În 2009 avea o populație de 848 de locuitori.